# Dori Chauvin
Pour les articles homonymes, voir Chauvin.
Isidore, dit Dori, Chauvin, né à Grand-Fougeray - Ille-et-Vilaine le 23 mars 1899 et mort à Rennes - Ille-et-Vilaine le 11 août 1979, est un organiste, compositeur  et professeur de musique français,,

## Biographie.

### La musique dès l’enfance.
Aîné de 6 enfants, Isidore Chauvin, dit Dori, naît le 23 mars 1899 à Grand-Fougeray, commune d’Ille-et-Vilaine (Ille-et-Vilaine) d’un père horloger.
Dès l’âge de 11 ans, élève de l’abbé Juhel, vicaire de Grand-Fougeray (Ille-et-Vilaine), Dori s’intéresse à l’orgue de la paroisse, au point d’en être déjà l’organiste.
En octobre 1914, il entre en seconde au collège Saint-Sauveur de Redon (Ille-et-Vilaine), où il obtiendra en 1917 le prix d’excellence de philosophie et le prix des Facultés Catholiques de l’Ouest.

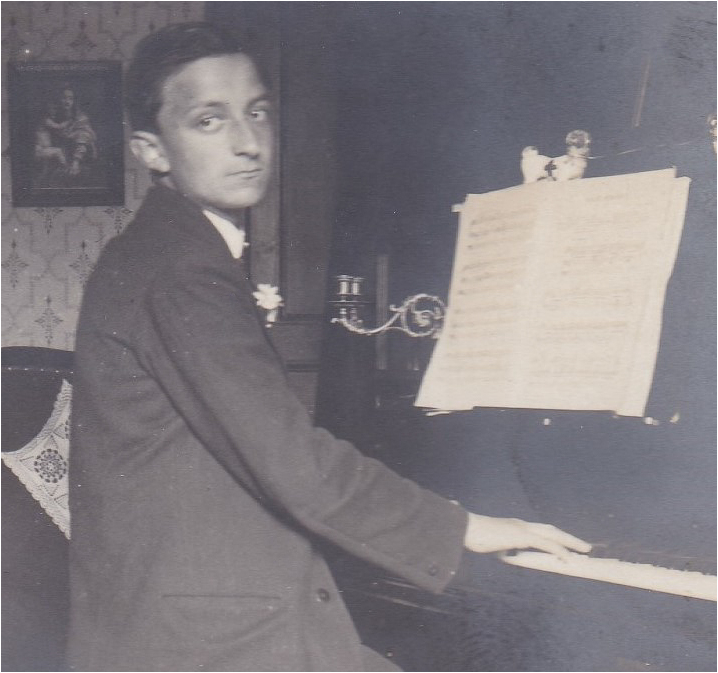
Dori Chauvin (1899-1979) - au piano - 1916

C’est au collège Saint-Sauveur de Redon (Ille-et-Vilaine) qu’il commencera ses études de piano, d’orgue et d’harmonie sous la direction du compositeur Frédéric Steiger, Grand Prix du conservatoire de Strasbourg.
Il poursuivra ces mêmes études sous la direction de Charles Collin et Joseph Béeseau, organistes des églises Notre-Dame et Saint-Étienne à Rennes (Ille-et-Vilaine).
Plus tard, il travaillera également l’orgue avec M. Bricou de Saint-Servan (Ille-et-Vilaine) et l’harmonie avec les abbés Mercier de Couëron (Loire-Atlantique), Fortin de Saint-Servan (Ille-et-Vilaine) et Brun de la Schola Cantorum de Paris. 

### Une vie consacrée à la musique

#### La période malouine.
Dès 1921, il est professeur de musique : solfège, piano, cornet à pistons, bugle, clarinette et saxophone et enseigne également l’harmonie et l’orgue.
Au  collège de Saint-Malo (Ille-et-Vilaine), où il entre en octobre 1934, il professe la musique, mais aussi les mathématiques et les  sciences physiques, tout en continuant à donner des cours particuliers de musique, français, latin et grec. De 1937 à 1951, il tient l’orgue de la chapelle du collège,.
Il assurera les fonctions de maître de chapelle à la  cathédrale de Saint-Malo (Ille-et-Vilaine) de 1928 à 1934,, puis occupera le poste de titulaire de l’orgue en 1945.
Dès ces années, quand il n’était pas aux claviers, Dori Chauvin se consacrait à la  composition pour les  instruments et la  voix.
Compositeur de pages pour piano, de trio et même de morceaux de jazz, Dori Chauvin accompagnait seul au piano ou avec son orchestre les  films muets à succès, dont Ben Hur, qu’il verra près de 400 fois ou Verdun, visions d'histoire, à raison de 9 séances par semaine dans les salles de cinéma et au casino de Saint-Malo (Ille-et-Vilaine), où il se produisait aussi comme pianiste de jazz.
Dori Chauvin se consacra également à l'harmonisation de chansons populaires qui furent diffusées dans l’émission radiophonique parisienne « Ariettes oubliées ». Pendant 20 ans, il fut l’accompagnateur attitré d’artistes comme Georgius, Max Regor, Greta de Haartmann, Irène de Trébert, Annette Lajon... qui venaient dans la région malouine donner des concerts publics ou privés, en particulier chez les  Romanov à Saint-Briac (Ille-et-Vilaine).
En 1936, il dirige les chorales des trois villes de Saint-Malo, Saint-Servan et Paramé (Ille-et-Vilaine) aux funérailles du  docteur Charcot et de son équipage.
En 1937, Dori Chauvin organise le concert spirituel donné à l’occasion de la consécration de la chapelle du collège de Saint-Malo (Ille-et-Vilaine) et, en 1948, le récital inaugurant la restauration de l’orgue.

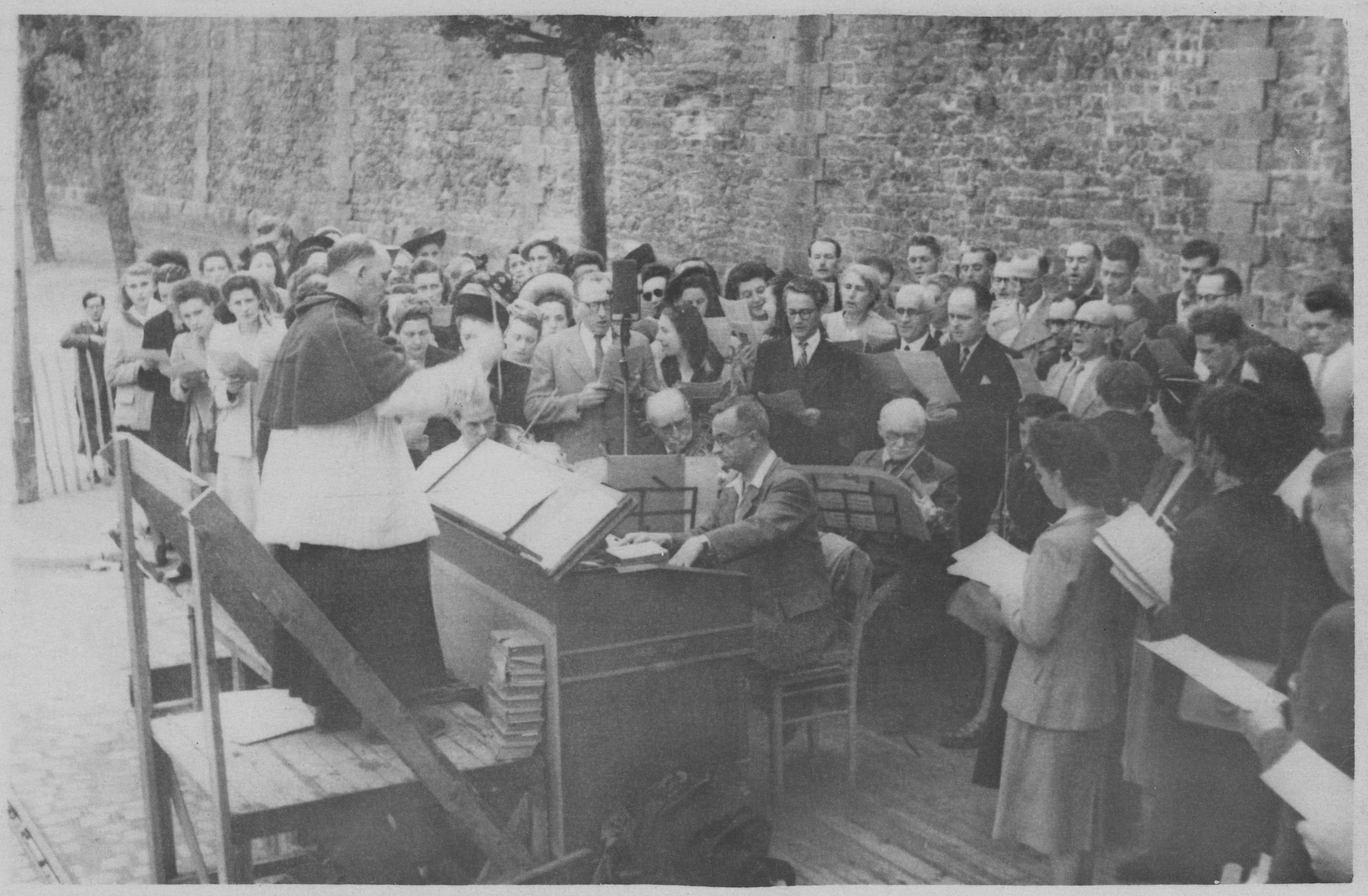
Dori Chauvin (1899-1979) - Saint-Malo - 15 août 1945

Chef d’orchestre, il dirige la Jeanne d'Arc de  Gounod à Saint-Servan (Ille-et-Vilaine) en 1938 et les spectacles et concerts de la « Grande Semaine de la Cité Corsaire » en 1946, événement pour lequel il écrit la Danse de David devant l’Arche,  poème symphonique-ballet pour  chœurs et orchestre.
Passé la quarantaine, il se mit à l’étude du  contrepoint et de la fugue avec Thérèse Vigot, brillante élève de Marcel Dupré et organiste à Louveciennes. S’ensuivirent de nombreuses compositions, parmi lesquelles Variations sur le Noël  Entre le bœuf et l’âne gris op.19 », Prélude eucharistique –  Pange lingua op.47, Prélude pascal op.52,  Veni Creator op.74,   Sept interludes sur le cantique Seigneur, rassemble-nous op.83, Noël – Il est né le divin enfant op.97 , dont une dizaine seront publiées dans les revues « Musique sacrée - L'organiste » et « Consoliere » de Cincinnati (Ohio).

#### La période rennaise.
En juin 1951, le Supérieur du collège de Saint-Malo ayant mis fin à son contrat de professeur, Dori Chauvin déménage à Rennes (Ille-et-Vilaine), où il trouve un emploi de bureau.
En juillet 1953, succédant à Charles Collin, Dori Chauvin se voit nommé maître de chapelle et titulaire à vie de l’orgue de Notre-Dame de Rennes (Ille-et-Vilaine), un  Cavaillé-Coll (Claus) doté de trois claviers, de 40 jeux et de 4 batteries d’anches et qui avait été inauguré en 1878 par César Franck.
Reçu membre de la  SACEM en 1948, Dori Chauvin allait présider, pendant 12 ans, l’association des organistes du diocèse de Rennes et se charger de l’organisation des concerts d’orgue dans sa ville.
En parallèle et pendant 8 années, Dori Chauvin contribuera sur les ondes de Radio Bretagne à l’animation musicale de l’émission enfantine hebdomadaire d’Odette Séveur, plus connue sous le nom de Cousine Odette.

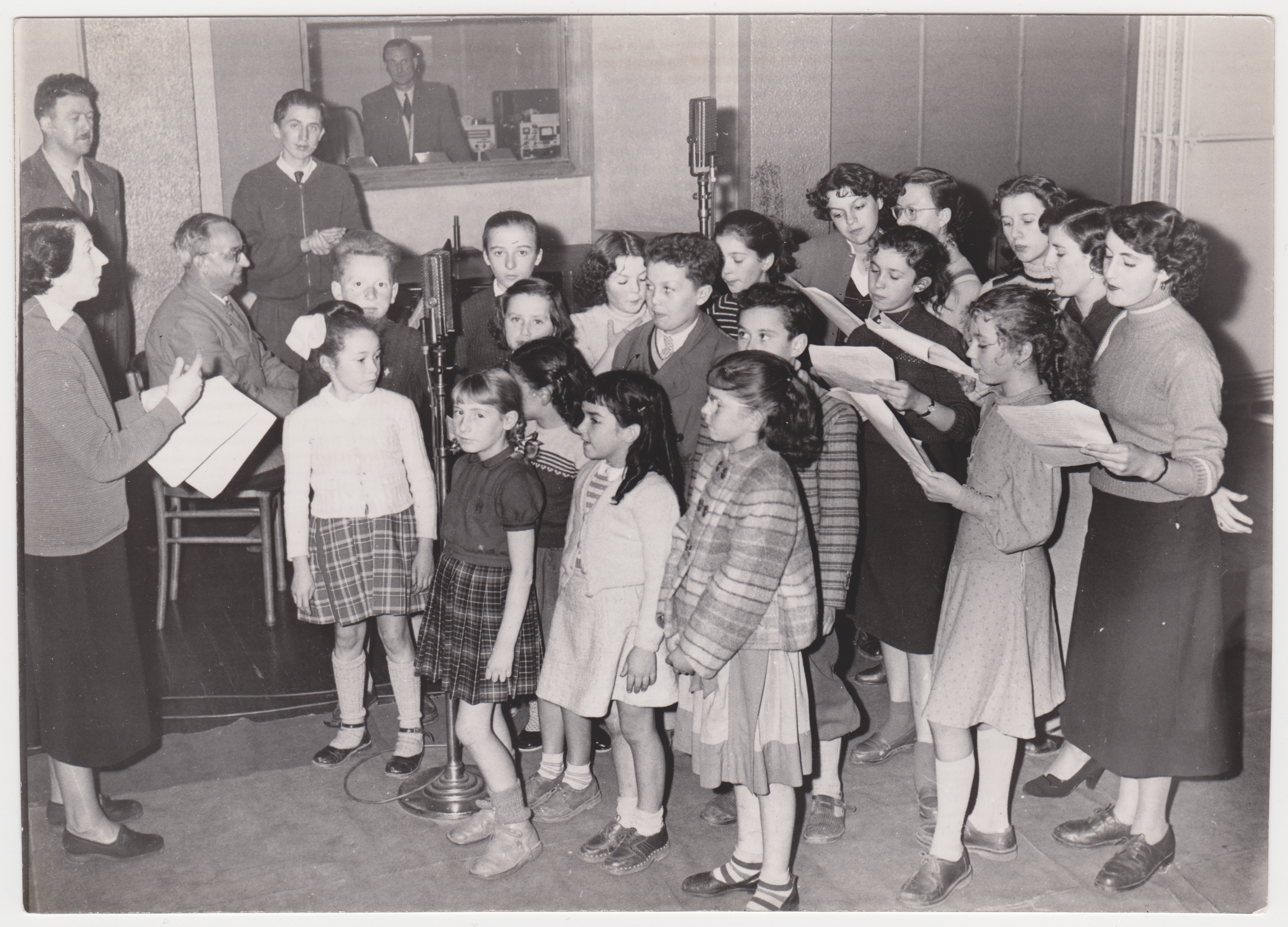
Dori Chauvin (1899-1979) accompagne au piano les enfants de l'émission radiophonique de Cousine Odette sur Radio-Bretagne - 1954

Pour en revenir à la composition, c’est dans la  musique liturgique que l’œuvre de Dori Chauvin fut la plus abondante et variée. Entre autres œuvres, une bonne centaine, on note plusieurs messes à 4  voix, dont l’une, sur des thèmes de la Messe des Anges, alterne avec l’assemblée.
À noter[style à revoir] également 4 œuvres d’orgue composées, sur commande et parues dans la revue « Consoliere » de Cincinnati (Ohio) : deux imposées sur des thèmes de cantiques américains : variations On America sur My Country, 'Tis of Thee et un postlude sur Joy to the World et deux libres : un postlude sur Allez dans la paix du Christ et un prélude sur Attende, Domine.

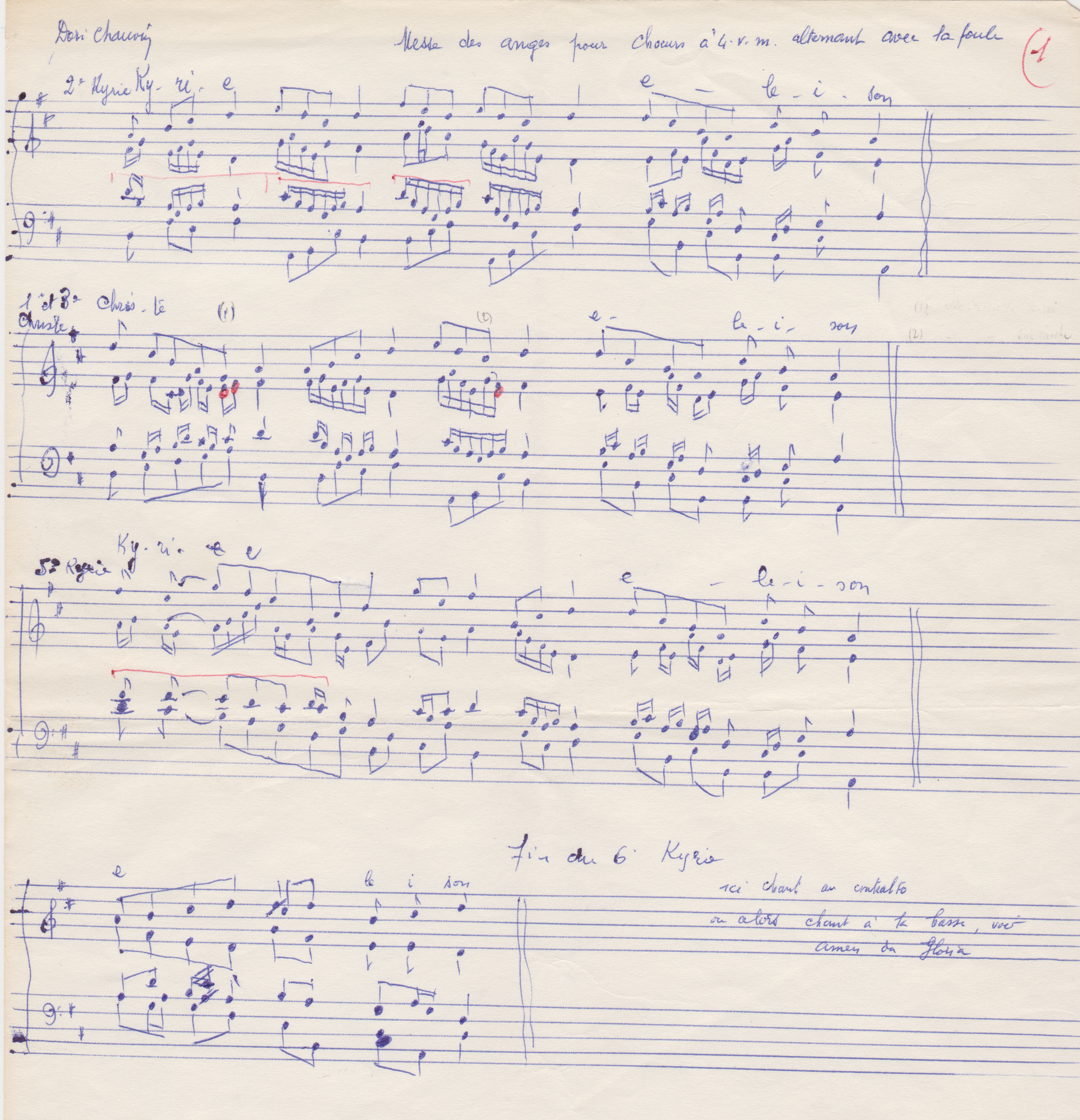
Première page du manuscrit de la Messe des Anges écrite par Dori Chauvin le 20 septembre 1963.

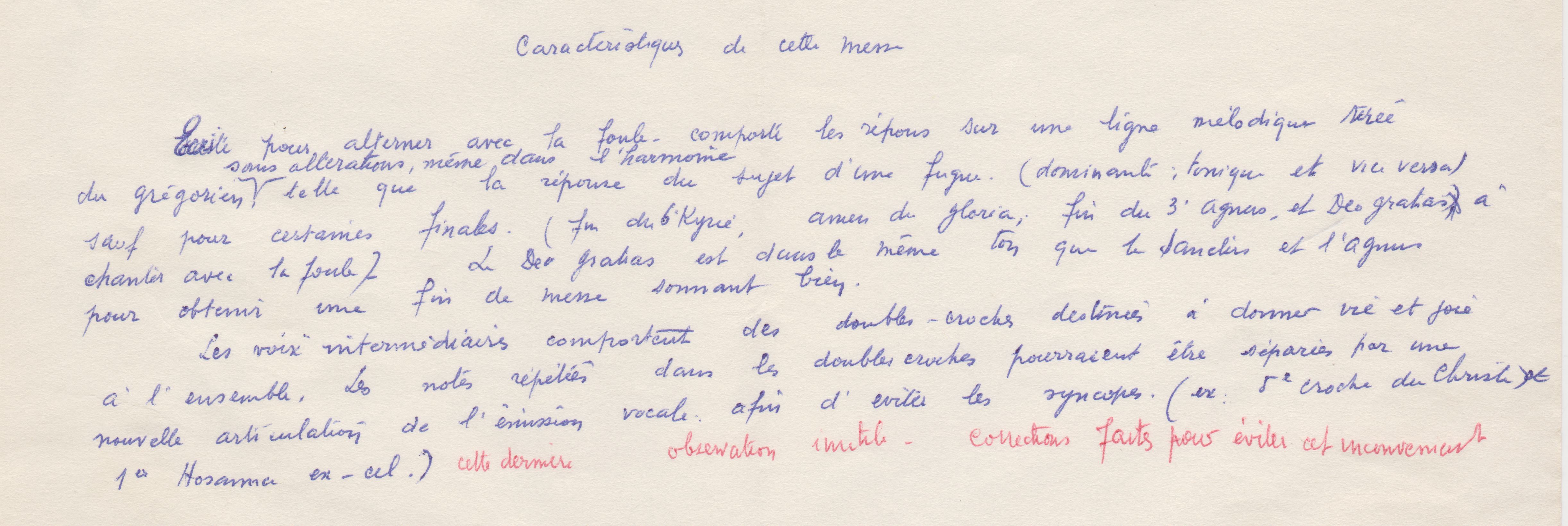
Caractéristiques de la Messe des Anges écrite par Dori Chauvin le 20 septembre 1963.

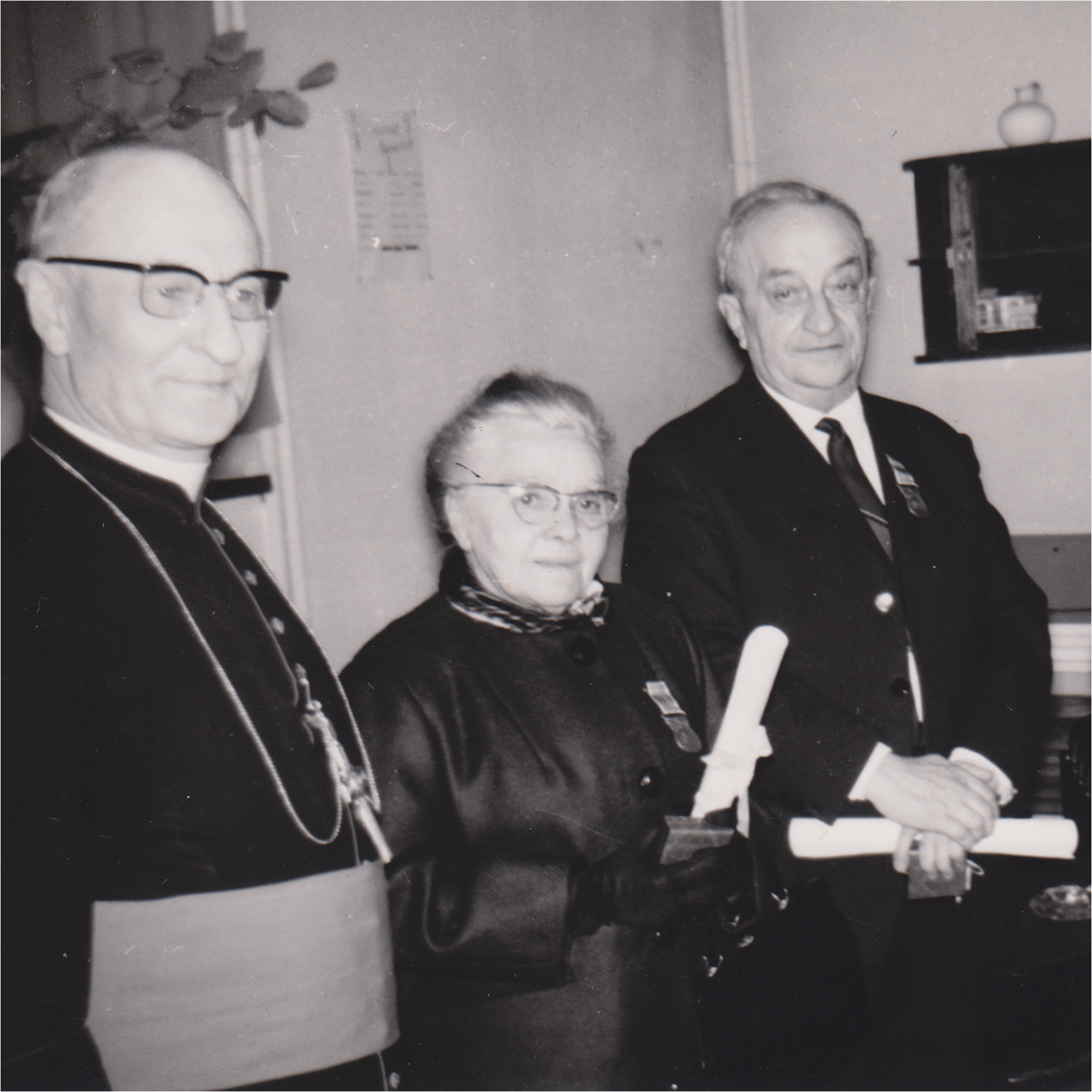
Dori Chauvin (1899-1979) - Remise de la médaille de la reconnaissance du diocèse d'Ille-et-Vilaine - 2 février 1969

En 1969, Dori Chauvin se voyait remettre la Médaille de la reconnaissance diocésaine.

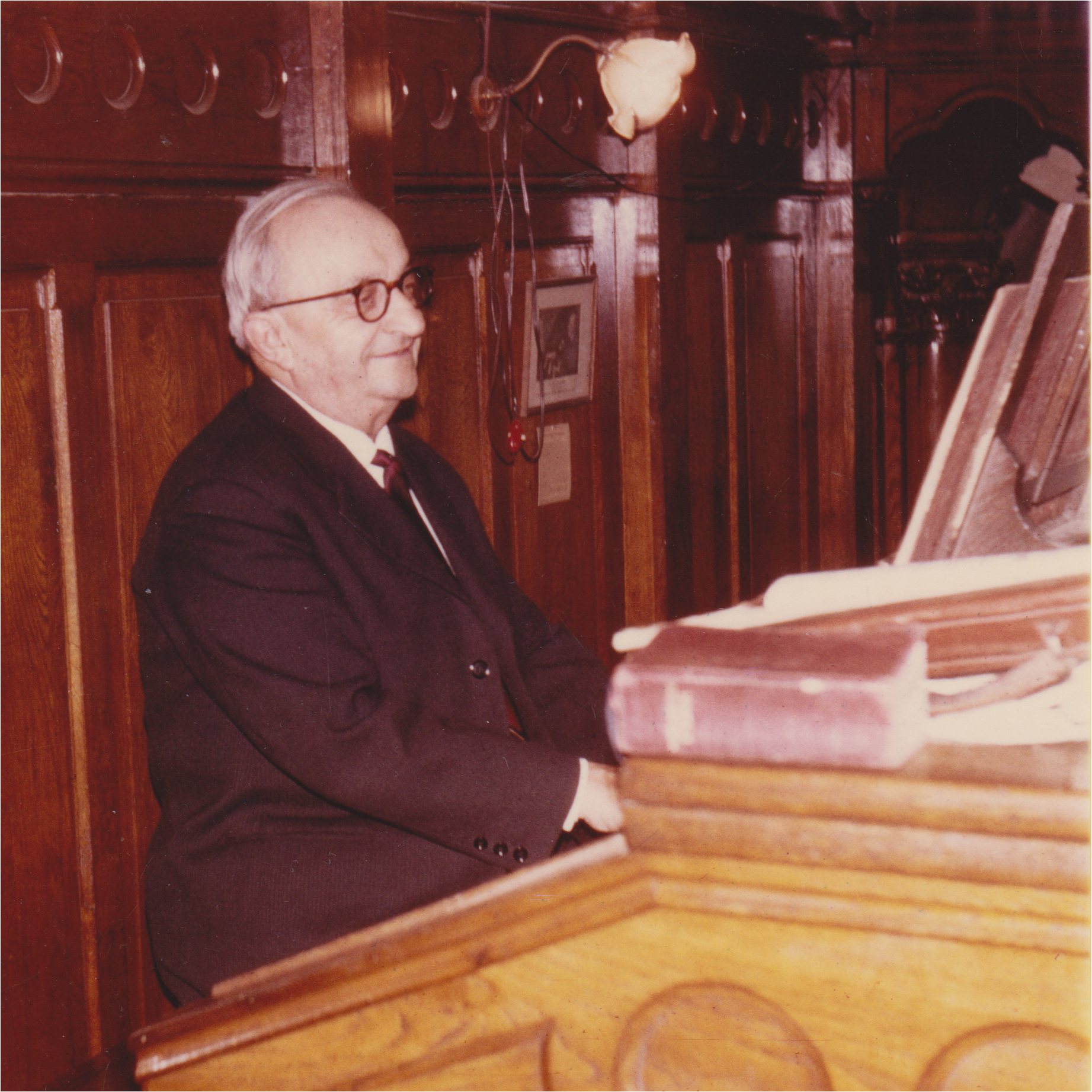
Dori CHAUVIN (1899-1979) - à l'orgue de l'église Notre-Dame de Rennes - 2 février 1969

Dori Chauvin s’éteignit le 11 août 1979, ayant consacré sa vie à la musique et en particulier à l’orgue.

## Œuvres.

### Œuvres de musique liturgique
- 1929 : Oremus Pro Pontifice, op.2 – répons à 4 voix mixtes
- 1929 : Laudate, op.3 – psaume à 3 voix mixtes
- 1931 : Panis Angelicus, op.4 – à 3 voix mixtes
- 1931 : Tantum Ergo, op.5 no 1 – à 3 voix mixtes, en ré majeur
- 1931 : Tantum Ergo, op.5 no 2 – à 3 voix mixtes, en mi majeur
- 1932 : Tantum Ergo, op.5 no 3 – à 3 voix mixtes, en sol mineur
- 1932 : O Salutaris, op.6 – à 3 voix mixtes
- 1932 : Regina Coeli, op.7 – à 3 voix mixtes
- 1932 : Sanctus, op.8 no 1 – à 3 voix mixtes
- 1929 + 1948 : Messe en ré majeur, op.8 no 2 – Kyrie, Gloria in Excelsis, Sanctus, Agnus Dei – à 4 voix mixtes et orgue – créée à Saint-Malo en 1948
- 1934 : Noël, op.9 – pour harmonium – édité dans « Musique sacrée » n°97, juin 1966 et « L’organiste » n°73 [note 4]
- 1936 : Méditation, op.10 – pour violon et orgue (ou piano)
- 1937 : Cantate – à 2 voix mixtes – pour la fête de M. le Chanoine Perrin
- 1937 : Ave Maria, op.11 – pour baryton solo et orgue
- 1937 : Ave Maria, op.12 – pour 2 voix égales, violon et orgue
- 1938 : Tantum Ergo, op.13 – à 3 voix mixtes, en la majeur
- 1938 : Tantum Ergo, op.14 – à 3 voix mixtes, en mi majeur
- 1942 : Veni Sancte Spiritus, op.15 – pour solo soprano ou ténor et chœur à 2 voix égales
- 1943 : Tantum Ergo, op.16 – à 3 voix mixtes, en fa mineur
- 1943 : Tu es Petrus, op.17 – à 4 voix mixtes
- 1943 : Elégie, op.18 – pour grand orgue
- 1943 : Bergers, écoutez la musique, op.41 – à 3 voix mixtes
- 1943 : Entre le bœuf et l’âne gris, op.19 – accompagnement et interludes pour orgue ou piano – édité dans « Musique sacrée » n°127, avril-mai 1971 et « L’organiste » n°102 [note 4]
- 1944 : Plus près de toi, mon Dieu, op.21 – à 4 voix mixtes.
- 1945 : Tantum dit « des Basses », op.22 - à 4 voix mixtes
- 1946 : Panis Angelicus, op.29 – pour soprano ou ténor et orgue, violon et cello
- 1946 : Cortège nuptial
- 1947 : Fugue en fa majeur sur un thème de Massenet, op.31 – pour orgue
- 1947 : Chez nous, soyez reine, op.34 – accompagnement harmonium ou orgue
- 1948 : Adeste Fideles, op.35 – thème, variations et final pour orgue
- 1948 : O Salutaris, op.36 – pour soprano ou ténor, orgue et violon
- 1948 : Uxor Tua, op.37 – pour solo soprano ou ténor, chœur à 4 voix mixtes et orgue – pour messe de mariage
- 1948 : Larghetto, op.39 – pour violon et orgue – créé à Saint-Malo en 1948
- 1948 : Ave Maria, op.40 – pour soprano ou ténor et orgue – édité dans « Musique sacrée » n°88, décembre 1964 et « L’organiste » n°63 [note 4]
- 1948 : Prélude marial, op.42 – pour orgue – édité dans « Musique sacrée » n°88, décembre 1964 et « L’organiste » n°63 [note 4]
- 1948 : Prélude eucharistique, op.47 – pour grand orgue – édité dans  « Musique sacrée » n°96, décembre 1966 et « L’organiste » n°72 [note 4]
- 1949 : De Profondis, op.49 – en faux bourdons à 4 voix mixtes du 4e ton
- 1949 : O pain du ciel, op.51 – cantique, pour solo et chœur à 4 voix mixtes et orgue
- 1949 : Prélude pascal, op.52 – pour grand orgue - édité dans  « Musique sacrée » n°90-91, mai 1965 et « L’organiste » n°66 [note 4]
- 1949 : Je vous salue, Vierge Marie, op.53 – pour mezzo ou baryton et orgue
- 1949 : Quid Retribuam, op.54 – motet à 2 voix mixtes
- 1949 : Variations sur un noël champenois, op.55 – pour grand orgue - édité dans  « Musique sacrée » n°94, décembre 1965 et « L’organiste » n°70 [note 4]
- 1949 : Psaume Cxxx de Clément Marot, op.56 – choral à 4 voix mixtes (choral dorien)
- 1949 : Noël de Mathurin Régnier, op.57 – à 4 voix mixtes
- 1950 : Ave Maria, op.58 no 1 – à 2 voix égales et orgue
- 1950 : Ave Maria, op.58 no 2 – à 4 voix mixtes et orgue
- 1950 : Pastorale, op.63 – pour flûte, clarinette et orgue
- 1950 : Notre Père, op.59 – pour baryon solo et orgue
- 1950 : Office du Sacré-Cœur, op.60 – I. Messe : Entrée, Offertoire, Élévation, Communion, Sortie – pour grand orgue
- 1951 : Office du Sacré-Cœur, op.60 – II. Vêpres : 6 interludes – pour grand orgue
- 1955 : Offertoire de Noël, op.66 – pour violon, violoncelle et orgue
- 1955 : Ave Verum, op.67 – à 4 voix mixtes et orgue
- 1956 : Messe de Saint-Étienne, op.68 – à 3 voix égales et orgue – à son fils André
- 1957 : Alma Redemptoris, op.70 – à 4 voix mixtes et orgue – à M. l’Abbé Legrand
- 1958 : Bergers et mages, op.71 – pour violon ou flûte et orgue
- 1958 : L’Angelus, op.72 – chœur à l’unisson
- 1959 : Fantaisie pour la Fête de la Pentecôte, op.74 – pour orgue - édité dans  « Musique sacrée » n°92, juin 1965 et « L’organiste » n°67 [note 4]
- 1959 : Prélude funèbre, op.75 – pour grand orgue – à la mémoire de ses prédécesseurs Charles Collin et l’Abbé Divet - édité dans  « Musique sacrée » n°152, et « L’organiste » n°127 [note 4]
- 1960 : Invocation à Saint-Yves : op.76 – pour grand orgue - édité dans  « Musique sacrée » n°101 et « L’organiste » n°76 [note 4]
- 1963 : Messe des Anges, op.77 – pour chœur à 4 voix mixtes et foule, et orgue
- Offertoire de Noël, op77 no 2 – pour chant et orgue
- Messe de Sainte-Marcelle, op.78 – pour chœurs et orgue
- Dieu, nous te louons, op.78 no 2 – à 4 voix mixtes
- Préfaces, op.79 – chant
- 1966 : Notre Père, op.80 – pour chant et orgue
- 1968 : Messe des défunts, op.81 – pour chant et orgue
- Psaume Graduel 144, op.82 – pour messe de mariage
- 1969 : Seigneur, rassemble-nous, op.83 – 7 interludes pour orgue édité dans  « Musique sacrée » n°114 et « L’organiste » n°89 - décembre 1964 [note 4]
- 1971 : Postlude sur « Allez dans la paix du Christ », op.84 – pour orgue – édité dans la revue « Consoliere » Cincinnati (Ohio) de septembre 1971
- 1969 : Messe « Joie de ma jeunesse », op.84 no 2 – accompagnement orgue
- Variations On America sur My Country, Tis of Thee, op.85 – pour orgue - édité dans la revue « Consoliere » Cincinnati (Ohio) de juillet 1972
- 1971 : Postlude sur « Joy to the World », op.86 – pour orgue - édité dans la revue « Consoliere » Cincinnati (Ohio) de novembre 1971
- 1971 : Prélude pour le Carême sur « Attende Domine » (Lenten Prelude on Hear our Entreaties, Lord), op.87 – pour orgue - édité dans la revue « Consoliere » Cincinnati (Ohio) de janvier 1972
- 1977 : Variations sur « In Paradisum », op.94 – pour orgue
- 1977 : Variations sur « Sur le seuil de sa maison », op.95 – pour orgue
- 1977 : Carillon de Saint-Nicolas, op.96 – pour orgue
- 1978 : Noël dans la ville, op.97 – variations pour orgue

### Œuvres profanes
- 1931 : Lily, op.1 – suite de valses pour orchestre jazz ou brasserie : piano, 2 violons, saxo, trompette, cello, contrebasse, trombone, clarinette - à sa fille Lily
- 1944 : Danse de David devant la Grande Arche, op.20 – Poème symphonique-ballet pour chœur et orchestre : 2 flûtes, 2 hautbois, 2 clarinettes, 2 bassons, batterie, 2 trompettes, 4 cors, 3 trombones, timbales, 1 violon conducteur, 2 1ers violons, 2 2nd violons, 2 altos, 1 cello solo, 2 violoncelles, 2 contrebasses, 1 piano obligé – créé le 15.08.1946 par l’orchestre de la Grande Semaine de Saint-Malo sous la direction de l’auteur
- 1946 : La Cité Corsaire, op.23 – chanson extraite de la revue de la « Gaieté Malouine » 1909 sur un air populaire – chœurs à 4 voix mixtes et orchestre, 1 1er violon, 1 2nd violon ou viole de gambe, 1 alto, 2 violoncelles, 1 contrebasse, 1 piano – exécuté à la Grande Semaine 1946 de Saint-Malo et émis sur la chaîne parisienne « Ariettes oubliées » le 12.02.1947
- 1946 : Chanson des marins de Terre-Neuve, op.24 – solo et chœur à 4 voix mixtes - exécuté à la Grande Semaine 1946 de Saint-Malo et diffusé dans l’émission radiophonique parisienne « Ariettes oubliées » le 11.02.1947
- 1946 : Les marins de Groix, op.25 – à 4 voix mixtes
- 1946 : À la claire fontaine, op.26 – à 4 voix mixtes
- 1946 : La rose au boué, op.27 – à 4 voix mixtes
- 1946 : Le sabotier, op.28 – à 4 voix mixtes
- 1946 : Musique pour les couplets de « Le Flibustier », op.30 – pour piano
- 1947 : Fox Mod° pour numéro de claquettes, op.32 – pour piano
- 1947 : Mélodie pour la complainte de « Jean-Marie », op. 33 – Musique de scène – pour piano, cordes et hautbois
- 1948 : « Sérénade » de Verlaine, op.38 – pour solo soprano et piano – créé à Saint-Malo en 1948
- 1949 : Rose d’Aleth, op.43 – mélodie pour violon ou flûte et piano
- 1948 : Romance en la majeur, op.44 – pour violon et piano
- 1948 : Samba-Rac, op.45 – pour piano, violon et trompette
- 1948 : Tango-Tic, op.46 – pour piano, violon et trompette
- 1948 : Dors, ma colombe, op.48 – pour solo soprani et chœur à 4 voix mixtes, violon, cello
- 1949 : Introduction et musique de scène pour « Les Réalités Invisibles » d’Henriette Charasson, op.50 – pour 1 1er violon, 1 2nd violon, 2 cellos, 1 hautbois, 1 clarinette, 1 trompette, 1 piano
- 1951 : Chanson malouine (1re version), op.61 no 1 – pour solo et piano
- 1951 : Chanson malouine (2e version), op.61 no 2 – pour solo et piano
- 1951 : Au jour le jour, op.64 – pour piano et chant
- 1953 : Les Parigots, op.65 – pour piano et chant
- 1957 : Printemps cruel, op.69 – pour piano et chant
- 1958 : Annie s’éveille au son des clochettes, op.73 – pour piano – à sa fille Annie
- 1973 : Bonheur, op.88 – pour chant et piano
- 1973 : Escalier, op.89 – pour chant et piano
- 1973 : Tapisseries, op.90 – pour chant et piano
- 1973 : Comparaisons, op.91 – pour chant et piano
- 1973 : J’ai fait pour elle une chanson, op.92 – pour chant et piano
- 1973 : Les petites joies, op.93 – pour chant et piano

## Discographie.
- Disque Payral (78 tours) réalisé pour la Radio-TV française : « Danse de David devant l’arche ».